# Associazione Calcio Femminile Diadora
L'Associazione Calcio Femminile Diadora è stata una società calcistica femminile, attiva a Valdobbiadene tra la fine degli anni sessanta e la metà degli anni settanta. Vanta nel suo palmarès due scudetti vinti nelle stagioni 1976 e 1977.

## Storia
Il club fu fondato nel 1969 come Associazione Calcio Femminile Valdobbiadene dai quattro amici trevigiani Gianfranco Cappellin, Bruno Fontana, Mario Vidori e Vito Zalla.
La squadra fu affidata ai tecnici Romeo Andreazza e Lucio Valle e debuttò nel campionato U.I.S.P. 1970 terminando al quarto posto nel girone triveneto.
Importante per il club di piazza Marconi fu l'opera svolta dal dinamico Gianfranco Cappellin, vera "anima" del club giallorosso sia come cofondatore che direttore sportivo e consigliere di federazione dal 1972 al 1975.
Iscrittosi al campionato di Serie B 1971, il Valdobbiadene vinse il girone triveneto e terminò al 2º posto delle finali nazionali di categoria, piazzamento che le valse la promozione al campionato qualificazione di Serie A 1972.
Non qualificato alla nuova Serie A, fu inserito nel girone D della nuova Serie A Interregionale 1973 (l'attuale Serie B). Vinto il girone disputò le finali per la promozione che perse in finale contro l'A.C.F. Alaska di Veglie. Proprio la finale le garantì il ritorno nella massima categoria nazionale.
Dopo due stagioni in Serie A, in cui non fu mai messa in discussione la sua permanenza, il direttivo cambiò radicalmente i propri obbiettivi: acquisì le calciatrici più forti della Gamma 3 di Padova (Susanne Augustesen, Novellina Babetto, Conchi Sánchez, Wilma Seghetti ed Elisabetta Vignotto) e con queste vinse due scudetti consecutivi.
Il club, che fino al 1976 si era chiamato A.C.F. Valdobbiadene, fu acquistato dal gruppo Diadora che chiese ed ottenne il cambio di denominazione con il suo nome al posto di "Valdobbiadene": A.C.F. Diadora.
Dopo aver vinto il secondo campionato consecutivo nel 1977 la Diadora si era già iscritta in Serie A, ed aveva già passato il primo turno della Coppa Italia 1978 vincendo il proprio girone, quando decise di rinunciare al campionato di Serie A e di sospendere definitivamente l'attività sportiva.

## Palmarès

### Competizioni nazionali
- Campionato italiano: 2

1976, 1977

### Altri piazzamenti
- Coppa Italia:

Finalista: 1976